# Colobogaster martinezi
Colobogaster martinezi es una especie de escarabajo del género Colobogaster, familia Buprestidae. Fue descrita científicamente por Cobos en 1966.